# Tommaso Senise
Pour les articles homonymes, voir Senise.
Tommaso Senise (Corleto Perticara, 2 février 1848 - Naples, 25 février 1920) était un homme politique italien.

## Biographie
Frère du sénateur Carmine Senise, il ne put, en raison de son âge, participer avec ce dernier à l'insurrection lucanienne de 1860 et organisa une compagnie de jeunes nationaux pour défendre sa ville. En 1867, il est volontaire de Garibaldi dans la campagne qui s'arrête à Mentana, après quoi il reprend ses études et obtient sa licence en médecine et chirurgie à Naples en 1874. 
Après une période de formation complémentaire à l'étranger, il obtient une chaire de pathologie médicale spéciale et exerce dans une clinique privée, partageant son temps entre Potenza et Naples. Dans la capitale napolitaine, il a été médecin consultant à l'Ospedale della Pace (dont il a également été le directeur), médecin en chef de l'hôpital Incurabili et membre du Conseil provincial de la santé.
Libéral modéré, sans préjugé hostile au progressisme, il a été conseiller municipal à Corleto Perticara, conseiller municipal et conseiller à l'hygiène et conseiller provincial à Naples. Élu pour cinq mandats dans la circonscription de Lagonegro (Potenza II), il s'occupe principalement, à la Chambre des députés, d'éducation et de santé publique.
Il décède à Naples le 25 février 1920 à l'âge de 72 ans.
Il était le père de Carmine Senise, futur chef de la police à l'époque fasciste.

### Carrière
- Professeur titulaire de Pathologie médicale démonstrative spéciale à l'Université de Naples
- Médecin consultant à l'hôpital de la Paix à Naples
- Chef de l'hôpital Incurabili de Naples

### Fonctions politiques et administratives
- Président du Conseil provincial de Naples (1912-1920)
- Fonctions administratives : Conseiller municipal de Corleto Perticara (1886-1890)
- Conseiller provincial de Naples pour la circonscription de Mugnano (novembre 1912-1920)
- Conseiller municipal de Naples (1896)
- Conseiller municipal de Naples pour l'hygiène
- Conseiller provincial de Potenza pour le district de Corleto Perticara

### Fonctions et titres
- Membre du Conseil supérieur de l'éducation (1er juillet 1896-30 juin 1900) (1er juin 1902-30 juin 1906) (1er juillet 1907-30 juin 1913)
- Membre du Conseil supérieur de l'éducation (1er juillet 1896-30 juin 1900) (1er juillet 1903-30 juin 1906) (1er juillet 1908-30 juin 1913)
- Vice-président du Conseil supérieur de l'éducation (12 octobre 1903-30 juin 1906)
- Directeur médical de l'hôpital de la Paix à Naples
- Membre du conseil d'administration de la Société italienne de médecine interne
- Membre du Conseil sanitaire provincial de Naples
- Président de l'Institut oriental de Naples
- Président du Cercle Lucania

### Commissions
- Commissaire de surveillance du Service des Quinines (22 décembre 1904-12 juin 1906. Démission)

## Distinctions honorifiques
- Chevalier de l'Ordre de la Couronne d'Italie
 - Officier de l'Ordre de la Couronne d'Italie
 - Commandeur de l'Ordre de la Couronne d'Italie
 - Chevalier de l'Ordre des Saints-Maurice-et-Lazare - 13 mars 1884
 - Officier de l'Ordre des Saints-Maurice-et-Lazare - 21 janvier 1904
 - Commandeur de l'Ordre des Saints-Maurice-et-Lazare - 22 janvier 1905
 - Grand Officier de l'Ordre des Saints-Maurice-et-Lazare - 23 juin 1907
 - Chevalier de Grand-croix avec Grand Cordon de l'Ordre des Saints-Maurice-et-Lazare - 14 juillet 1913

## Source
- (it) Cet article est partiellement ou en totalité issu de l’article de Wikipédia en italien intitulé « Tommaso Senise » (voir la liste des auteurs).

## Articles externes
- Ressources relatives à la vie publique :   - Chambre des députés
  - Portail historique de la Chambre des députés
  - Sénat du royaume d'Italie
- Notices dans des dictionnaires ou encyclopédies généralistes :   - Deutsche Biographie
  - Enciclopedia italiana
- Notices d'autorité :   - VIAF
  - ISNI
  - GND
  - Italie
  - Vatican
- (it) Tommaso Senise, sur le site storia.camera.it, Chambre des Députés.
- (it) Tommaso Senise, sur le site Senatori d'Italia, Sénat de la République.